# Коста Костов
Коста Йорданов Костов е български офицер, генерал-майор, военен летец – 1-ви клас.

## Биография
Роден е на 3 февруари 1930 г. в Търговище. През 1951 г. завършва Висшето военновъздушно училище в Долна Митрополия. От 1963 г. е в българската гражданска авиация (БГА). През 1975 г. е назначен за командир на 28-и отряд. От 14 март 1975 г. е заслужил летец на Народна република България.